# Нидераден
Нидераден (њем. Niederraden) општина је у њемачкој савезној држави Рајна-Палатинат. Једно је од 235 општинских средишта округа Ајфелкрајс Битбург-Прим. Према процјени из 2010. у општини је живјело 40 становника. Посједује регионалну шифру (AGS) 7232090.

## Географски и демографски подаци
Нидераден се налази у савезној држави Рајна-Палатинат у округу Ајфелкрајс Битбург-Прим. Општина се налази на надморској висини од 311 метара. Површина општине износи 2,0 km². У самом мјесту је, према процјени из 2010. године, живјело 40 становника. Просјечна густина становништва износи 20 становника/km².